# Всеобщие выборы в Боливии (2019)
Всеобщие выборы 2019 года в Боливии прошли 20 октября. Избиратели выбрали 130 членов Палаты депутатов и 36 сенаторов, а также проголосовали за совместный список кандидатов в президенты и вице-президенты. Было объявлено, что в первом туре победил действующий президент Эво Моралес. Это привело к массовым протестам, в результате которых Эво Моралес подал в отставку и покинул Боливию, а результаты президентских выборов были отменены.

## Предыстория
Статья 168 Конституции от 2009 года позволяет президенту и вице-президенту выдвигать свои кандидатуры для переизбрания только один раз, ограничивая количество сроков до двух. Правящая партия «Движение к социализму» приложила усилия по внесению поправок в эту статью. Референдум был утверждён совместным заседанием Многонационального законодательного собрания Боливии 26 сентября 2015 года, голосами 112 против 41. Закон 757, которым был созван февральский референдум, был принят 113 голосами против 43 и был обнародован 5 ноября 2015 года.
Референдум состоялся 21 февраля 2016 года. Предложенная поправка была отклонена большинством в 51,3 % голосов. Успешное голосование «за» позволило бы президенту Эво Моралесу и вице-президенту Альваро Гарсии Линере баллотироваться на новый срок в 2019 году. Однако Моралес уже был избран трижды. Первый раз, в 2005 году, что не учитывается, так как это было до введения предельного срока в Конституцию 2009 года.
Несмотря на результат референдума, Верховный суд страны, со ссылкой на ст. 23 Американской конвенции о правах человека, чуть более года спустя, в декабре 2017 года, принял решение о том, что все государственные должности не будут иметь ограничений по срокам, несмотря на то, что было установлено в конституции. Это позволило Моралесу баллотироваться на четвёртый срок.

## Результаты
|                             |                                           |                        |           |       |        |         |       |         |
| Партия                      | Партия                                    | Кандидат в президенты  | Голосов   | %     | Мест   | Мест    | Мест  | Мест    |
| Партия                      | Партия                                    | Кандидат в президенты  | Голосов   | %     | Палата | Палата  | Сенат | Сенат   |
| Партия                      | Партия                                    | Кандидат в президенты  | Голосов   | %     | Мест   | +/-     | Мест  | +/-     |
|                             | Движение к социализму                     | Эво Моралес            | 2 889 359 | 47,08 | 67     | ▼ 21    | 21    | ▼ 4     |
|                             | Гражданское сообщество                    | Карлос Меса            | 2 240 920 | 36,51 | 50     | впервые | 14    | впервые |
|                             | Христианско-демократическая партия        | Чи Хён Чунг            | 539 081   | 8,78  | 9      | ▼ 1     | 0     | ▼ 2     |
|                             | Демократическое общественное движение     | Оскар Ортис Антело     | 260 316   | 4,24  | 4      | впервые | 1     | впервые |
|                             | Движение третьей системы                  | Феликс Паци            | 76 827    | 1,25  | 0      | ▬ 0     | 0     | ▬ 0     |
|                             | Революционное националистическое движение | Вирджинио Лема         | 42 334    | 0,69  | 0      | ▬ 0     | 0     | ▬ 0     |
|                             | Национальная партия действий Боливии      | Рут Нина               | 39 826    | 0,65  | 0      | ▬ 0     | 0     | ▬ 0     |
|                             | Единство гражданской солидарности         | Виктор Уго Карденас    | 25 283    | 0,41  | 0      | ▬ 0     | 0     | ▬ 0     |
|                             | Фронт победы                              | Исраэль Родрикес       | 23 725    | 0,39  | 0      | ▬ 0     | 0     | ▬ 0     |
| Испорченных бюллетеней      | Испорченных бюллетеней                    | Испорченных бюллетеней | 322 844   | -     | -      | -       | -     | -       |
| Итого                       | Итого                                     | Итого                  | 6 460 515 | 100   | 130    | 0       | 36    | 0       |
| Зарегистрировано/явка       | Зарегистрировано/явка                     | Зарегистрировано/явка  | 7 315 364 | 88,31 |        |         |       |         |
| Источник: Cómputo Electoral |                                           |                        |           |       |        |         |       |         |

## Обвинения в фальсификации выборов
Споры по поводу прозрачности и легитимности выборов вызвали массовые протесты в стране после того, как действующий президент Эво Моралес был объявлен победителем с 47,08 % голосов. Разница больше чем в десять процентов по сравнению с его ближайшим конкурентом, Карлосом Месой, позволила объявить победителя без второго тура голосования.
Организация американских государств провела ревизию, в ходе которой были обнаружены «явные манипуляции» на выборах и «значительные нарушения» в работе избирательных комиссий, в том числе были широко распространены манипуляции с данными, а также изменение и подделка записей. Аудиторская группа ОАГ рекомендовала провести новые выборы и назначить новую избирательную комиссию. После нескольких недель протестов, а также призывов к проведению второго тура выборов из нескольких зарубежных стран, Моралес, который обязался соблюдать аудиторскую проверку ОАГ, согласился провести новые выборы в сроки, которые вскоре будут определены.
Center for Economic and Policy Research подверг критике результаты аудита ОАГ, в из-за которого был сделан вывод о необходимости аннулирования результатов выборов. Содиректор CEPR Марк Вайсброт заявил, что доклад ОАГ «не содержит абсолютно никаких доказательств — никаких статистических данных, цифр или фактов любого рода — в поддержку этой идеи», и призвал ОАГ отозвать свой пресс-релиз.
В своем докладе от 8 ноября СЕПР предположил, что отмеченные ОАГ нарушения являются результатом географических различий, заявив, что «это общее явление заключается в том, что регионы, представляющие более поздние отчеты, часто отличаются в политическом и демографическом плане от предыдущих». Вывод, сделанный в CEPR, заключался в том, что, поскольку избирательная база Моралеса находится в большем числе сельских районов, результаты, полученные из периферийных районов к концу подсчета голосов, скорее всего, будут в его пользу.
Анализ, проведенный профессором Вальтером Р. Мибаном из Мичиганского университета, не выявил никаких доказательств того, что фальсификация повлияла на результаты выборов..

## Последствия
На следующий день после выборов по всей стране начались протесты против затягивания подведения результатов голосования. Протестующие стали требовать отставки президента Моралеса.
10 ноября 2019 года Эво Моралес ушёл в отставку и вылетел в Мексику. Вместе с ним свои посты покинули члены правительства и руководство обеих палат парламента. Результаты выборов президента были отменены.